# Közeg
Egy közeg olyan halmazállapotú anyag, mely folyamatos alakváltozást szenved nyírófeszültség alatt a feszültség nagyságától függetlenül. A közeg fogalma az anyag fázisainak egy csoportja (’’fluid, folyadék’’), mely magába foglalja a folyadékokat, gázokat, plazmákat és némi kiterjesztéssel (reológia) a képlékeny szilárdtesteket is.
A közegeket folyadékokra és gázokra szokás osztani. A folyadékoknak szabad felszínük van (vagyis olyan felszínük, melyet nem az edény alakja szab meg), míg a gázoknak nincs. A képlékeny szilárdtestek és a folyadékok közötti különbség nem ilyen nyilvánvaló. A különbséget a viszkozitás alapján lehet megtenni: a viszkózusabb anyagok a képlékenyek, de nincs hivatalosan elfogadott határ.
A folyadékok tulajdonsága egyrészt, hogy nem állnak ellen az alakváltozásnak, másrészt, hogy felveszik az edényük alakját. Ezek a tulajdonságok tipikusan annak következményei, hogy nyugvó, egyensúlyi állapotban képtelenek nyírófeszültséget felvenni. Ennek a viselkedésnek következménye Pascal törvénye, mely kihangsúlyozza a nyomás szerepét a nyugvó folyadékokban.
Attól függően, hogy a feszültség hogyan változik a sebesség változásával, kétféle folyadékot különböztetnek meg:
- a newtoni folyadéknál a nyírófeszültség a sebesség változással egyenesen arányos
- a nemnewtoni folyadéknál az összefüggés bonyolultabb, ide tartozik minden folyadék a newtoniakon kívül.

A folyadékok viselkedését egy parciális differenciálegyenlet rendszerrel lehet leírni, mely a folytonosságból (a tömeg megmaradásból), a Navier–Stokes egyenletekből és az energiamegmaradás elvéből vezethető le.
A folyadékok tulajdonságaival foglalkozó tudomány a folyadékok mechanikája(áramlástan), mely tovább bomlik folyadékok dinamikájára és folyadékok statikájára, attól függően, hogy a folyadék mozog vagy áll. A mozgó gázok fizikájával a gázdinamika foglalkozik.